# 礼嘉王氏宗祠
礼嘉王氏宗祠，位于江苏省常州市武进区礼嘉镇，是中华人民共和国江苏省文物保护单位之一。

## 历史
始建于明末崇祯年间，清朝嘉庆年间改建。2008年2月，以“中沙礼嘉桥王氏宗祠”之名公布为第四批常州市文物保护单位。2011年12月30日，公布为第七批江苏省文物保护单位。